# Бір Насиб
Бір Насиб (гірська частина Синайського півострова) — пам'ятка давнього мідного промислу Давнього Єгипту.

## Опис
Початок освоєння важкодоступних родовищ Бір Насиб був пов'язаний з розвідувальними експедиціями єгиптян, які шукали дорогоцінну бірюзу. Її видобуток розпочато тут з III тис. до Р. Х., а найбільші обсяги видобутку досягнуто під час правління фараона Хеопса. На синайському плато Хеопс звів величний храм богині Хатхор, котру вшановували як покровительку шахтарів .
Оскільки культ богині Хатхор з часом поширився з добувачів бірюзи на добувачів мідних руд, можна припустити, що освоєння металу розпочали саме «мисливці» за дорогоцінним каменем.
Вважають, що спершу малахіт із синайських рудень використовували подібно до бірюзи як ювелірний і виробний камінь, а також як сировину для мінеральної фарби. Але досить швидко його ідентифікували як продуктивну руду для витоплення міді (металургійні технології могли бути відомі жерцям Єгипту, оскільки імпорт мідних виробів витіснив тут кам'яні знаряддя ще на початку Давнього царства).
Найбільш досліджені сучасною наукою рудники Ваді-ель-Араба в Тімні, Південний Ізраїль та Фенані, Південно-Західна Йорданія. Тут на спільній площі близько 400 км2 зафіксовано більше 8 тис. давніх копалень. Основний тип руд — малахіт і хризокола, які є в мідистих пісковиках. Найбільш давні розробки датують IV тис. до Р. Х., найбільш пізні — раннім ісламським періодом. Максимальна активність експлуатації родовищ припадає на період Нового царства Давнього Єгипту (XIV — XI тис. до Р. Х.).
Перші кроки видобутку міді були пов'язані тут з відкритою ямною розробкою мідних конгломератів. З часом ями змінились неглибокими виробками стволового типу діаметром 2 — 5 м, сліди яких збереглися дотепер . У безпосередній близькості від виробок зафіксовані рештки металургійних об'єктів і шлаків, що свідчить про нерозривну єдність гірничої й металургійної діяльності початкового періоду. В подальшому (II тис. до Р. Х.) поклади розкривали вертикальними стовбурами діаметром від 0,8 до 1,5 м, глибина яких становила зазвичай 10 — 15 м (найбільша із зафіксованих — сягала 36 м). Від стволів проводили системи горизонтальних виробок, якими вибирали рудні поклади. Висота цих виробок — у межах 0,6 — 1 м. Ділянки потужних рудних тіл розробляли камерами. Поширеним типом виробок у гірських масивах Фенану були штольні, протяжність яких в окремих випадках сягала до 50 м.
Деякі рудники одночасно розробляли два горизонти, поєднані між собою сліпими стволами . За необхідності споруджували додаткові вентиляційні стволи, які іноді використовували для підняття руди. Її транспортування здійснювали у шкіряних мішках, які гірники виносили на собі, піднімаючись висіченими на контурі ствола заглибленнями. Іноді використовували підйомники у вигляді коловорота з причіпними дерев'яними цебрами. Руйнування гірських порід проводили за допомогою бронзових клинів (зубил) і молотків, а також дерев'яних знарядь з бронзовими наконечниками . Основним засобом забезпечення стійкості виробок слугували цілики.
Видобувна діяльність давніх єгиптян підтримувалась добре організованою «геологічною розвідкою», котра охоплювала пошуковими шурфами доволі велику мідноносну зону. Досить продумані рішення вентиляційних сполучень (вузькі й протяжні повітроподавальні галереї, стволи, збійки) дають можливість припустити наявність попередніх планів гірничих робіт.